# 竹蔗
是禾本科甘蔗属的一个种，是蔗糖的来源之一。与相比，竹蔗可以在纬度、海拔更高的地方生长。